# Бискупија (насељено место)
Бискупија је насељено мјесто у Далмацији. Налази се у истоименој општини, у оквиру Шибенско-книнске жупаније, Република Хрватска. Према прелиминарним подацима са последњег пописа 2021. године у месту је живело 268 становника.

## Географија
Налази се 5 км југоисточно од Книна.

## Историја
До територијалне реорганизације у Хрватској насеље се налазило у саставу бивше велике општине Книн. Бискупија се од распада Југославије до августа 1995. године налазила у Републици Српској Крајини. Током агресије на РСК августа 1995. године хрватска војска заузела је Бискупију протерујући већинско српско становништво у овом и околним местима.

## Култура
У Бискупији се налази храм Српске православне цркве Свете Тројице из 1460. године и римокатоличка црква Св. Марије из 1937. У средњем веку је мјесто било седиште Книнске бискупије.

## Становништво
Према попису из 1991. године, Бискупија је имала 953 становника, од чега 906 Срба, 43 Хрвата и 4 остала. Према попису становништва из 2001. године, Бискупија је имала 466 становника. Последњим пописом из 2011. године, у насељу Бискупија живи 406 становника.
| Националност       | 1991. | 1981. | 1971. | 1961. |
| Срби               | 906   | 856   | 1.094 | 1.261 |
| Хрвати             | 43    | 48    | 82    | 90    |
| Југословени        |       | 97    | 31    |       |
| остали и непознато | 4     | 4     | 3     | 9     |
| Укупно             | 953   | 1.005 | 1.210 | 1.360 |

| Демографија | Демографија | Демографија |
| Година      | Становника  | Становника  |
| ----------- | ----------- | ----------- |
| 1961.       | 1.360       |             |
| 1971.       | 1.210       |             |
| 1981.       | 1.005       |             |
| 1991.       | 953         |             |
| 2001.       | 466         |             |
| 2011.       |             | 406         |

## Попис 1991.
На попису становништва 1991. године, насељено место Бискупија је имало 953 становника, следећег националног састава:
| Попис 1991.‍ | Попис 1991.‍ | Попис 1991.‍ | Попис 1991.‍ | Попис 1991.‍ |
| ----------- | ----------- | ----------- | ----------- | ----------- |
|             |             |             |             |             |
| Срби        | Срби        |             | 906         | 95,06%      |
| Хрвати      | Хрвати      |             | 43          | 4,51%       |
| Црногорци   | Црногорци   |             | 1           | 0,10%       |
| непознато   | непознато   |             | 3           | 0,31%       |
| укупно: 953 |             |             |             |             |

## Презимена
Презимена из Бискупије су:
| - Бајић – Православци, славе Св. Јована - Брачић – Римокатолици - Бјелан – Православци, славе Св. Козму и Дамјана - Букоровић – Православци, славе Св. Николу - Веркић – Римокатолици - Видовић - Римокатолици - Дебелица – Православци, славе Св. Николу - Дмитровић – Православци, славе Св. Николу - Дућа – Римокатолици - Иковац – Православци, славе Св. Николу - Јеловина – Римокатолици - Катић – Православци, славе Св. Јована | - Лака – Православци, славе Св. Стефана - Лукачевић – Православци, славе Св. Николу - Максимовић – Православци, славе Св. Николу - Милић – Православци, славе Св. архангела Михајла - Поповић – Православци, славе Св. Николу - Пријић – Православци, славе Св. Николу - Пурић – Православци, славе Св. Николу - Русић – Православци, славе Св. Јована - Сладић – Православци, славе Св. Димитрија - Татомир – Православци, славе Св. Николу - Убовић – Православци, славе Св. архангела Михајла |